# Savary Provincial Park
Savary Provincial Park är en park i Kanada.   Den ligger i provinsen Nova Scotia, i den sydöstra delen av landet, 800 km öster om huvudstaden Ottawa. Savary Provincial Park ligger 8 meter över havet.
Terrängen runt Savary Provincial Park är platt. Havet är nära Savary Provincial Park åt nordväst. Runt Savary Provincial Park är det mycket glesbefolkat, med 4 invånare per kvadratkilometer.. Närmaste större samhälle är Digby, 16,9 km nordost om Savary Provincial Park. 
I omgivningarna runt Savary Provincial Park växer i huvudsak blandskog.